# Otto Kelmer
Otto Kelmer (* 28. Januar 1948 in Bukarest, Rumänien) ist ein deutscher Regisseur, Autor, Künstler und Psychoanalytiker.

## Leben und Wirken
Otto Kelmer wurde 1948 in Bukarest geboren und emigrierte im Jahre 1963 mit seinen Eltern nach Deutschland.
An der Wiener Filmakademie studierte er von 1966 bis 1967 Filmregie.
Im Herbst 1967 begann er an der Ruhr-Universität Bochum das Hauptstudium der Psychologie, im Nebenfach das Studium der Medienwissenschaften mit dem Hauptseminar Theorie und Praxis des Kurzfilms bei Hilmar Hoffmann. In dieser Zeit dreht Otto Kelmer mehrere Kurzfilme, wie zum Beispiel Käfig, der 1969 im Sonderprogramm der Bundesrepublik Deutschland des Kurzfilmfestivals Internationale Kurzfilmtage Oberhausen gezeigt wurde.
Im Jahre 1975 wurde Otto Kelmer mit seiner, gemeinsam mit Arnd Stein verfassten, Dissertation zum Thema Fernsehen: Aggressionsschule der Nation? Die Entlarvung eines Mythos, die im selben Jahr als Buch im Universitätsverlag Brockmeyer erschien, promoviert. Zur Darstellung ihrer Erkenntnisse räumte ihnen die Wochenzeitung Die Zeit am 24. Oktober 1975 einen ganzseitigen Artikel im Ressort Kultur ein.
Anfang September 1979 veröffentlichte Marcel Reich-Ranicki eine Reihe von Aphorismen von Kelmer im Feuilleton der Frankfurter Allgemeinen Zeitung.
1981 folgten die Drehbücher für die sechsteilige Serie dokumentarisch-essayistischer Filme für den WDR Sozialpsychologie im Experiment, aus der im darauf folgenden Jahr das Buch Mensch und Mitmensch im Experiment. Denkwürdiges aus der Sozialpsychologie entstand.
Das klassische Zeichnen und Malen erlernte Otto Kelmer in den Jahren 1979 bis 1985 bei den in Deutschland und Frankreich lebenden rumänischen Künstlern Serban Gabrea und Daniel Négo. In dieser Zeit wurde auch Kelmers Zeichnung Multiplication incontrolée de René Magritte vom Kuratorenpaar Maurice Rapin und Mirabelle Dors für die Teilnahme am Salon Figuration Critique im Centre Culturel de la rue du Louvre in Paris 1980 ausgesucht. Nach zahlreichen Teilnahmen an Gruppenausstellungen, wie etwa 1983 im Atelier- und Ausstellungszentrum Schloss Ringenberg in Wesel und im Lehmbruck Museum in Duisburg 1984, fand im Jahre 1985 die erste Einzelausstellung von Otto Kelmer im Förderkreis zeitgenössischer Kunst in Euskirchen unter seinem damaligen Künstlernamen Leon Tobias statt. Aus dieser Ausstellung entstand im Jahre 1986 die Installation Der Speiseraum des Tantalus, die in der Galerie Löhrl in Mönchengladbach gezeigt wurde.
Parallel zur künstlerischen und filmischen Arbeit machte Otto Kelmer von 1982 bis 1991 seine psychoanalytische Ausbildung bei Abraham Braun, Tobias Brocher und Edeltrud Meistermann-Seeger.
Seine filmische Ausbildung führte Kelmer bei Regie-Meistern wie Krzysztof Zanussi und Krzysztof Kieslowski fort, weiterhin bei der European Master Class Script Writing unter der Leitung von Frank Daniel, sowie schließlich beim Schnittmeister Ralph Rosenblum.
Zwischen 1991 und 1992 realisierte Kelmer als Autor und Regisseur im Auftrag des ZDF die fiktionale Dokumentation Die geheime Sammlung des Salvador Dalí. Im Jahre 1993 erhielt der Film den Adolf-Grimme-Preis mit Gold in der Sparte Kultur, sowie den Publikumspreis der Marler Gruppe für die beste Fernsehproduktion des Jahres 1992 und wurde daraufhin in die Deutsche Kinemathek Filmsammlung aufgenommen. Für diesen Film entwarf Otto Kelmer unter anderem die Skulptur Narzisstisches Triptychon oder Spiegel-Apoll, die seit Abschluss der Dreharbeiten im Filmmuseum Düsseldorf ausgestellt ist.
1994 gewann La collection secrète de Salvador Dalí beim Festival International du Film sur l´Art FIFA in Montréal den Prix du Jury.
Der Film wurde zweimal im Centre Pompidou in Paris gezeigt, das erste Mal gemeinsam mit den anderen 1994 in Montréal prämierten Filmen im Rahmen der 4e Biennale Internationale du Film sur l´Art sowie im Januar 2013 im Kontext der von Jean-Hubert Martin kuratierten Salvador-Dalí-Retrospektive in Paris.
In der Ausstellung Charade/Rochade im Jahr 2012 in der Sammlung Haubrok in Berlin war Kelmers Trailer zu einem imaginären Film über die Entstehung von Religionen ein intensiv diskutiertes Exponat.
2015 zeigte Kelmer seine Einzelausstellung Narziss. Im goldenen Glanz der Apokalypse in der Galerie 21 Andreas Szöke in Köln. Im Mai 2016 wurden sechs seiner Arbeiten, darunter der Film Symmetry or Absence of Femininity, in der Jubiläumsausstellung der Troner Art Consulting in Düsseldorf gezeigt.

## Auszeichnungen
- 1993: Adolf-Grimme-Preis  mit Gold für Die geheime Sammlung des Salvador Dalí
- 1993: Publikumspreis der Marler Gruppe für die beste Fernsehproduktion des Jahres 1992 für Die geheime Sammlung des Salvador Dalí
- 1994: Prix du Jury beim Festival International du Film sur l´Art FIFA in Montréal für La collection secrète de Salvador Dalí

## Schriften
- mit Arnd Stein: Fernsehen: Aggressionsschule der Nation?: Die Entlarvung eines Mythos. Studienverlag Brockmeyer, Bochum 1975, ISBN 3-921543-21-5.
- mit Arnd Stein: Mensch und Mitmensch im Experiment. Denkwürdiges aus der Sozialpsychologie. Verlag Coppenrath, Münster (Westfalen) 1978, ISBN 3-920192-35-4.